# قسم قلخاني الريفي (مقاطعة دالاهو)
قسم قلخاني الريفي (بالفارسية: دهستان قلخانی) هي منطقة سكنية تقع في ناحية قهواره في إيران. يقدر عدد سكانها بـ 6,514 نسمة .